# Bruchophagus mutabilis
Bruchophagus mutabilis är en stekelart som beskrevs av Nikol'skaya 1952. Bruchophagus mutabilis ingår i släktet Bruchophagus och familjen kragglanssteklar. Inga underarter finns listade.